# Synsphyronus
Genre
Synonymes
- Maorigarypus Chamberlin, 1930
- Idiogarypus Chamberlin, 1943

Synsphyronus est un genre de pseudoscorpions de la famille des Garypidae.

## Distribution
Les espèces de ce genre se rencontrent en Australie, en Nouvelle-Zélande et en Nouvelle-Calédonie.

## Liste des espèces
Selon Pseudoscorpions of the World (version 3.0) :
- Synsphyronus absitus Harvey, 1987
- Synsphyronus amplissimus Harvey, 1987
- Synsphyronus apimelus Harvey, 1987
- Synsphyronus attiguus Harvey, 1987
- Synsphyronus bounites Harvey, 1987
- Synsphyronus callus Hoff, 1947
- Synsphyronus dewae Beier, 1969
- Synsphyronus dorothyae Harvey, 1987
- Synsphyronus ejuncidus Harvey, 1987
- Synsphyronus elegans Beier, 1954
- Synsphyronus ellenae Harvey, 2011
- Synsphyronus francesae Harvey, 2011
- Synsphyronus gigas Beier, 1971
- Synsphyronus gracilis Harvey, 1987
- Synsphyronus greensladeae Harvey, 1987
- Synsphyronus hadronennus Harvey, 1987
- Synsphyronus hansenii (With, 1908)
- Synsphyronus heptatrichus Harvey, 1987
- Synsphyronus lathrius Harvey, 1987
- Synsphyronus leo Harvey, 1987
- Synsphyronus lineatus Beier, 1966
- Synsphyronus magnus Hoff, 1947
- Synsphyronus meganennus Harvey, 1987
- Synsphyronus melanochelatus (Chamberlin, 1930)
- Synsphyronus mimetus Chamberlin, 1943
- Synsphyronus mimulus Chamberlin, 1943
- Synsphyronus niger Hoff, 1947
- Synsphyronus nullarborensis Beier, 1969
- Synsphyronus paradoxus Chamberlin, 1930
- Synsphyronus silveirai Harvey, 1987

et décrites depuis :
- Synsphyronus alisonae Harvey, 2022
- Synsphyronus armasi Harvey, 2025
- Synsphyronus christopherdarwini Harvey, 2012
- Synsphyronus codyi Cullen & Harvey, 2021
- Synsphyronus gurdoni Harvey, Abrams & Burger, 2015
- Synsphyronus inglisorum Harvey 2023
- Synsphyronus marinae Cullen & Harvey, 2021
- Synsphyronus patricki Cullen & Harvey, 2021
- Synsphyronus pharangites Cullen & Harvey, 2021
- Synsphyronus platnicki Harvey, 2020
- Synsphyronus samueli Cullen & Harvey, 2021
- Synsphyronus sertus Cullen & Harvey, 2021
- Synsphyronus spatiosus Harvey, 2022
- Synsphyronus tenuis Harvey, 2022
- Synsphyronus xynus Cullen & Harvey, 2021

## Systématique et taxinomie
Ce genre a été décrit par Chamberlin en 1930 dans les Garypidae.
Maorigarypus a été placé en synonymie par Chamberlin en 1943.
Idiogarypus a été placé en synonymie par Morris en 1948.

## Publication originale
- Chamberlin, 1930 : « A synoptic classification of the false scorpions or chela-spinners, with a report on a cosmopolitan collection of the same. Part II. The Diplosphyronida (Arachnida-Chelonethida). » Annals and Magazine of Natural History, sér. 10, vol. 5, p. 1-48 & 585-620.